# اس‌ال کورپوریشن
اس‌ال کورپوریشن (انگلیسی: SL Corporation) شرکت خودروسازی کره‌ای است، که در سال ۱۹۵۴ تأسیس شد.